# 奈良岡幾子
奈良岡 幾子（ならおか いくこ、現姓：山田　1971年5月1日 - ）は、北海道出身の元女子バスケットボール選手である。

## 来歴
大空小でバスケットボールを始め、大空中を経て、地元のバスケットボールの名門・札幌山の手高校に進学。卒業後の1990年、第一勧銀に入社。同年のアジアジュニア選手権に出場する日本代表にも選ばれる。2000年、シャンソン化粧品に移籍。
2001年には全日本に選ばれ東アジア競技大会に出場。2002年引退、シャンソン時代のチームメート山田かがりの弟と結婚。
現在は実家のある帯広市在住で、夫と息子2人、娘1人の5人家族。

## 経歴
- 札幌山の手高 - 第一勧銀（1990年〜2000年） - シャンソン化粧品（2000年〜2002年）

## 日本代表歴
- 1990アジアジュニア選手権
- 2001東アジア大会